# Барабарские пещеры
Барабарские пещеры — индийские скальные пещеры близ городка Макхдампер,  в округе Джеханабад индийского штата Бихар, в 24 км к северу от Гайи. Большинство пещер датируются эпохой империи Маурьев (322—185 гг. до н. э.). В некоторых из них высечены надписи (эдикты) Ашоки.
Большинство пещер состоят из двух помещений, вырубленных из гранита, с тщательно отполированными (по маурийской традиции) внутренними поверхностями и превосходной акустикой. Первое помещение представляет собой большой прямоугольный зал, в котором собирались служители, а во втором — небольшом, круглом, куполообразном — могли отправляться обряды. Не исключено, что в дальнем помещении прежде находилось небольшое сооружение, напоминающее ступу.

## Место расположения и время создания
Четыре пещеры находятся в Барабарских, а три — в Нагарджунских скалистых возвышенностях. Те, что расположены на расстоянии 1,6 км от группы возвышенностей Нагарджуны, иногда называют пещерами Нагарджуны. Все вырубленные в скале гроты датируются периодом правления маурийского правителя Ашоки (ок. 273—232 до н. э.) и его внука Дашаратхи. 
Несмотря на то, что правители были буддистами, в империи поддерживалась политика религиозной толерантности, благодаря чему были распространены различные джайнские и прочие секты. В пещерах пребывали аскеты секты Адживика, о которой мало что известно достоверно. В скалах высечено также несколько буддийских и индуистских скульптур.

## Пещеры в Барабарских холмах
В группе возвышенностей Барабар расположены четыре пещеры — Каран-Чаупар, Ломас-Риши, Судама и Вишваджопри. Пещеры Судама и Ломас-Риши — самые древние образцы индийской скальной архитектуры, отличительные черты которой определились в маурийский период и получили развитие в течение последующих столетий. Под влиянием этих пещер были созданы крупные буддийские чайтьи в штате Махараштра (например, в пещерах Аджанта и Карла) и аналогичные скальные сооружения в других частях Южной Азии. Особенно впечатляют величественные, геометрически выверенные арки, оформляющие вход в Ломас-Риши и некоторые иные пещеры.

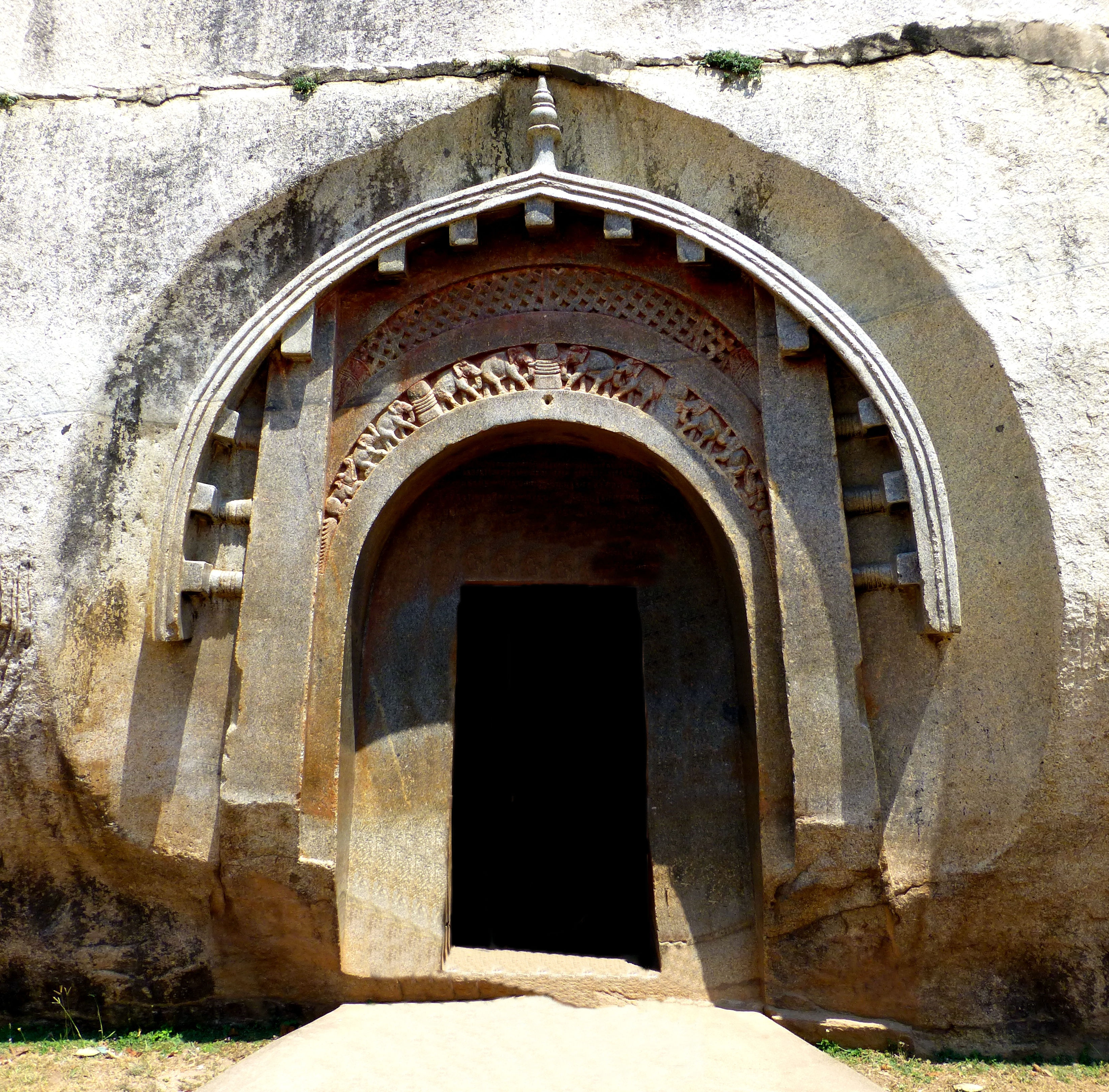
Арка у входа в пещеру Ломас-Риши

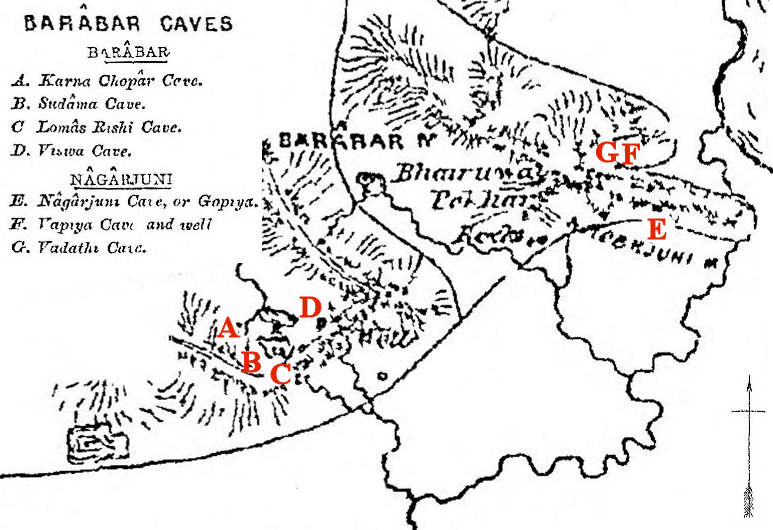
Карта пещер Барабара и Нагарджуны (1871 год)

- Пещера Ломас Риши[англ.]. Фасад пещеры Ломас-Риши воспроизводит форму арки и напоминает современную деревянную архитектуру[3]. На резном архитраве портала изображены фигуры слонов, поклоняющихся ступам. Позднее такие арки получили название чандрашала, или гавакша[англ.].
- Пещера Судама. На стене сохранилась надпись об устройстве грота Ашокой в 261 г. до н. э. Арки Судамы имеют дугообразную форму. Пещера состоит из круглого сводчатого помещения и прямоугольной мандапы.
- Каран Чаупар (Карна Чаупар). Состоит из одной прямоугольной комнаты с тщательно отполированными поверхностями. Здесь высечены надписи, которые могут датироваться 245 г. до н. э.
- Вишваджопри. Пещера состоит из двух прямоугольных помещений. К ней ведут ступени Ашоки, высеченные в скале.

## Пещеры Нагарджуны
Пещеры, расположенные неподалеку от Нагарджуны, уступают барабарским по размерам и были устроены позже. Всего их три:
- Гопи (Гопи-ка-Кубха). Согласно надписям, царь Дашаратха даровал её последователям адживики около 232 г. до н. э..
- Пещера Вадитхи-ка-Кубха (Ведатхика Кубха). Расположена в расщелине.
- Пещера Вапийя-ка-Кубха (Мирза Манди). Также дарована последователям адживики Дашаратхой.

## В художественной литературе
В романе Э. М. Форстера «Поездка в Индию» (1924) ключевые сцены помещены в Марабарских пещерах, протототипом которых послужили пещеры Барабара.